# Richard Puller von Hohenburg
Richard Puller von Hohenburg (1454 – Zürich, 1482. szeptember 24.) elzászi gróf, lovag volt, akit homoszexualitása miatt Zürich városfalai előtt kivégeztek.

## Élete
1463-ban Richard Puller von Hohenburgot őrizetbe vették szexuális orientációja miatt, miután szolgája, Ludwig Fischer azt állította róla, hogy megkörnyékezte. A szolgát azért tartóztatták le, mert olyan ruhákban járt, amelyeket nem engedhetett meg magának. Fischer a kínvallatás során elismerte, hogy megzsarolta a hozzá közeledő urát. A lovag, kihasználva összeköttetéseit, megúszta a bíróság elé állítást, de strasbourgi hűbérbirtokait elvesztette.
Később ismét felmerült a gyanú, hogy Hohenburg homoszexuális, és vizsgálat indult ellene. A gróf, hogy eltüntesse a nyomokat, vízbe fojtatta egyik szolgáját, aki szemtanúja volt szexuális aktusának. Ellenségei azt állították, hogy megtalálták a gyilkosságot elrendelő levelet, amikor lefoglalták Hohenburg egyik kastélyát.
Egy nemes homoszexualitása nem feltétlenül okozta bukását a korban, de könnyen támadható célponttá tette a vagyonára törő arisztokraták körében. Hohenburg vagyonának, összeköttetéseinek segítségével, valamint ügyességének köszönhetően többször is kibújt a vádak alól.  1474-ben azonban ismét letartóztatták, de újfent nem ítélték halálra, ami a homoszexuálisok bevett büntetése volt. 1476-ban szabadult, miután elismerte bűneit és lemondott maradék birtokairól, valamint elfogadta, hogy kolostorba vonul. Ezt nem tette meg, hanem a Svájci Ószövetségbe menekült, és onnan folytatta a harcot birtokaiért.

## Halála
A lovag először Bern városától kért segítséget vagyona visszaszerzéséhez, de elutasították. Ezután Zürichez fordult, amely úgy döntött, támogatja Hohenburgot a pereskedésben. Ez azzal a veszéllyel járt, hogy Bern és Strasbourg vitája elmérgesedik, és nyílt konfliktussá válik, amelyből a svájci szövetség többi kantonja sem maradhatott volna ki. Ennek elkerülésére 1482-ben váratlanul „kiderült”, hogy Richard Puller von Hohenburg eretnek.
A lovagot őrizetbe vették, majd a kínvallatás hatására elismerte, hogy szexuális kapcsolatot létesített több férfival, köztük szolgájával, Anton Mätzlerrel. Hohenburg a máglyánál már nem volt hajlandó megismételni vallomását. Azt mondta, hogy a zürichi városvezetés azért ítélte halálra, mert meg akarja szerezni a vagyonát. A helyi elit egyik tagját, Hans Waldmannt név szerint is megemlítette. A lovagot és szolgáját a városfalon kívül megégették. Waldmannt néhány év múlva, szintén eretnekség vádjával, kivégezték.